# 関ナツエ
関 ナツエ（せき なつえ、1966年6月10日 - ）は、北海道鵡川町（現・北海道むかわ町）出身のスピードスケート・自転車競技選手である。三協精機（現日本電産サンキョー）所属。

## 来歴
駒大苫小牧高校ではインターハイ1500mで3連覇を達成。1988年カルガリーオリンピックに1500m・3000m・5000mで出場し、同年に開催されたソウルオリンピックにも自転車ロードレースで出場した。高校の2年先輩でもある橋本聖子とともに、日本人初の夏冬オリンピック出場となった。